# Меретеу
Меретеу (рум. Mereteu) — село у повіті Алба в Румунії. Входить до складу комуни Вінцу-де-Жос.
Село розташоване на відстані 271 км на північний захід від Бухареста, 15 км на південний захід від Алба-Юлії, 88 км на південь від Клуж-Напоки.

## Населення
За даними перепису населення 2002 року у селі проживали 192 особи. Рідною мовою 188 осіб (97,9%) назвали румунську.
Національний склад населення села:
| Національність | Кількість осіб | Відсоток |
| -------------- | -------------- | -------- |
| румуни         | 186            | 96,9%    |
| угорці         | 6              | 3,1%     |